# Szkoła Podoficerów Piechoty dla Małoletnich Nr 2
Szkoła Podoficerów Piechoty dla Małoletnich Nr 2 – szkoła podoficerska piechoty Wojska Polskiego.

## Historia szkoły
31 sierpnia 1931 Minister Spraw Wojskowych, marszałek Polski Józef Piłsudski rozkazał szefowi Departamentu Piechoty Ministerstwa Spraw Wojskowych przeformować, w terminie do 1 września 1931, Szkołę Podoficerów Zawodowych Piechoty stacjonującą w garnizonie Grudziądz, w Szkołę Podoficerów Piechoty dla Małoletnich Nr 2.
Szkoła została zorganizowana według etatu PS 10-50 skład osobowy Nr 37 „Organizacja pokojowa piechoty”:
- komenda szkoły
- kwatermistrzostwo
- pluton administracyjny
- 1 kompania szkolna małoletnich
- 2 kompania szkolna małoletnich
- 3 kompania szkolna małoletnich
- kadra kursu dla podoficerów zawodowych

Kompanie szkolne miały być rozwijane sukcesywnie począwszy od szkolnego 1931/1932, natomiast kadra kursu na specjalny rozkaz.
14 września 1931 naukę rozpoczęło 135 kandydatów przeniesionych ze Szkoły Podoficerów Piechoty Nr 1 w Koninie. W sierpniu 1932 szkoła została przeniesiona do garnizonu Śrem, gdzie zajęła koszary po Batalionie Podchorążych Rezerwy Piechoty Nr 7.
26 marca 1934 Minister Spraw Wojskowych, marszałek Polski Józef Piłsudski wprowadził odznakę pamiątkową dla absolwentów szkoły według wzoru zatwierdzonego trzy lata wcześniej dla szkoły konińskiej. Odznaki różniły się jedynie numerem szkoły. Od szkolnego 1937/1938 uczelnia kształciła, w systemie dwuletnim, uczniów mających ukończone siedem klas szkoły powszechnej.
Szkoła była jednostką mobilizującą. W dniach 24-27 sierpnia 1939, w mobilizacji alarmowej, w grupie jednostek oznaczonych kolorem niebieskim, sformowała dwie kolumny taborowe parokonne nr 701 i 702 dla 14 DP. Z chwilą ogłoszenia mobilizacji powszechnej szkoła podlegała likwidacji.

## Kadra i absolwenci szkoły
Komendanci
- mjr Franciszek Wielgut (1931-1932)
- ppłk Wilhelm Popelka (1932-1939)

Oficerowie
- por. Leon Gnatowski
- por. / kpt. Ryszard Jagiełło

Absolwenci
- Antoni Tomiczek (1933)
- Edmund Szamlewski (1934)
- Kazimierz Fuhrman (1935)
- Antoni Żubryd (1936)
- Antoni Nadolny (1936)

Organizacja i obsada personalna w 1939
Pokojowa obsada personalna szkoły w marcu 1939:
- komendant – ppłk Wilhelm Popelka
- adiutant – kpt. adm. (piech.) Włodzimierz Duda
- lekarz medycyny – kpt. lek. Franciszek Benendo
- zastępca komendanta ds. gospodarczych – kpt. adm. (piech.) Antoni Józef Lange
- oficer administracyjno-materiałowy – por. Antoni Sokół
- oficer gospodarczy – por. int. Franciszek Polak †1940 Katyń[8]
- dowódca 1 kompanii – kpt. Andrzej Ślęzak
- dowódca plutonu – kpt. Jan III Sikorski
- dowódca plutonu – por. Jan Julian Bonin
- dowódca plutonu – por. Leon Kucharski
- dowódca 2 kompanii – kpt. Klemens Piestrzyński
- dowódca plutonu – por. Stefan Sitkiewicz
- dowódca plutonu – por. Mieczysław Sidziński
- dowódca plutonu – por. Józef Zdrajkowski
- dowódca 3 kompanii – kpt. Stanisław Bieniaszkiewicz
- dowódca plutonu – kpt. Ryszard Jagiełło
- dowódca plutonu – por. Wincenty Maria Józef Tyra
- dowódca plutonu – chor. Albin Iberla
- dowódca 4 kompanii – kpt. Kamil Piotr Gudowski
- dowódca plutonu – kpt. piech. Jan Mieczysław Szczęsny †1940 Charków[9]
- dowódca plutonu – por. piech. Witold Borzdziłowski
- dowódca plutonu – por. Stanisław Kostka Kucharski